# Charles de Hesse-Rheinfels-Rotenbourg
Ne doit pas être confondu avec Charles-Emmanuel de Hesse-Rheinfels-Rotenbourg.
Le prince Charles-Constantin de Hesse-Rheinfels-Rotenbourg, également connu sous le nom de Charles de Hesse, né le 10 janvier 1752 à Francfort, mort le 19 mai 1821 au même endroit, est prince de la Maison de Hesse-Cassel et un général de division français.

## Biographie
Sixième d'une famille de onze enfants et quatrième fils de Constantin, landgrave de Hesse-Rheinfels-Rotenbourg, et de Sophie de Starhemberg (1722-1773), frère de Charles-Emmanuel de Hesse-Rheinfels-Rotenbourg, il est un neveu du roi Charles-Emmanuel III de Sardaigne et du prince de Condé et un proche parent de la famille royale française. 
Il entre au service de la France vers 1765, recevant une commission de capitaine commandant au régiment de cavalerie de Royal-Allemand le 28 avril 1765, et devient successivement capitaine du régiment de Royal-Allemand le 5 mai 1772, lieutenant-colonel le 18 avril 1776, mestre de camp - l'équivalent de colonel - en second le 7 mai 1776, mestre de camp commandant le 8 avril 1779, mestre de camp commandant au régiment des hussards d'Esterhazy le 26 février 1783, brigadier de cavalerie le 1er janvier 1784 et maréchal de camp le 9 mars 1788. 
À cette époque, étant à Marseille, il fréquente l'abbé Raynal qui, devant l'exposé de ses principes, se serait exclamé : « Voilà un homme et non un prince ». Le 9 novembre 1785, il est fait chevalier du Mérite militaire. Avec son traitement et ses pensions sur la cassette du roi, il jouit alors d'un revenu de 16 000 francs.
Franc-maçon, il est membre de la loge « les Amis réunis » qui réunit des membres de hautes fonctions de la monarchie française et qui compte entre autres le Vicomte de Tavannes, Antoine Court de Gébelin, Charles-Pierre-Paul Savalette de Langes, le président d’Héricourt, et Claude Baudard de Saint-James.
Partisan de la Révolution française, il se fait affilier au club des Jacobins en 1790. Il est affecté à la 4e division militaire du 30 juin 1791 à janvier 1792, puis à la 10e division militaire jusqu'au 25 février 1792, avant d'en prendre le commandement. Commandant de la place de Perpignan en 1792, il se réunit aux administrateurs de la ville pour accuser Narbonne, le ministre de la Guerre, de laisser sans défense la frontière espagnole. Le 22 avril 1792, il perd son commandement et est affecté à l'armée du Rhin.
Nommé lieutenant-général le 22 mai 1792, il quitte l'armée du Rhin en août et prend le commandement de la place de Lyon. Après le 10 août, quelques officiers du régiment de cavalerie de Royal-Pologne trament un complot d'émigration ; mis aux arrêts au fort de Pierre Scize, ils sont massacrés le 9 septembre. Le 12 septembre, il remplace Wimpffen dans le commandement de la 6e division militaire de Besançon) où il met en état de défense les places fortes du doubs et du jura. Le 23 décembre, les commissaires des huit sections de Besançon, craignant de le perdre, présentent devant la Convention les services qu'il a rendus à leur ville. Le 8 mars 1793, il est remplacé par le général Sparre et rejoint l'armée des côtes de La Rochelle. Le 11 juin suivant il prend le commandement du département du Loiret puis le 25 juillet de la place d'Orléans. Là il organise vingt bataillons de neuf compagnies, composés d'éléments détachés des bataillons de volontaires de l'armée du Nord pour servir en Vendée. Le 8 août le général Rossignol écrit au ministre de la Guerre Bouchotte une lettre dans laquelle il explique : « Je suis étonné qu'un prince étranger (Charles de Hesse) soit chargé d'organiser, à Orléans, l'armée que commande un sans-culotte. Tous les républicains pensent comme moi, et vous conjurent d'envoyer un homme plus recommandable par la naissance et surtout par les principes. » À quoi le ministre répond par cette note : « C'est un étranger qui a servi assez bien la révolution ; il faut attendre qu'une mesure générale soit adoptée. »
Atteint par le décret qui interdit le service militaires aux nobles, il est suspendu de ses fonctions le 12 novembre 1793 et se rend auprès des Jacobins réclamer du pain, mais se voit refuser l'entrée de la société à cause de son titre de prince. Peu après, il est emprisonné au Luxembourg par mesure de sûreté, puis transféré à Saint-Lazare le 15 mai 1794.
Relâché le 11 janvier 1795, il est chargé de la surveillance des dépôts de cavalerie dans la 17e division militaire, avant d'être réformé le 13 juin suivant. Admis à la retraite le 5 janvier 1796, il se consacre au journalisme dans la presse démocrate, collaborant notamment à L'Ami des lois de Poultier et Sibuet en 1795 puis au Journal des Hommes libres d'Antonelle. Compromis dans la conspiration des Égaux, il est membre du club du Manège en 1799.
Hostile au coup d'État du 18 brumaire, il est incarcéré à la Conciergerie dont il sort le dernier, puis est placé en surveillance à Saint-Denis. Après l'attentat de la rue Saint-Nicaise du 3 nivôse an IX (24 décembre 1800), il est compris dans la liste des 130 Jacobins proscrits et déporté sur l'île de Ré. Le 14 germinal an XI (4 avril 1803), Bonaparte ordonne de l'« extraire » de l'île de Ré et de le conduire sous bonne et sûre garde jusqu'à la frontière d'Allemagne. Le 3 floréal an XI (23 avril 1803), il part de La Rochelle.
Retiré en Suisse, il vit d'une pension que lui verse l'électeur de Hesse, son parent, et se consacre à l'histoire naturelle. Habitant Bâle jusqu'en 1811, il prédit le renversement de Bonaparte par les Bourbons puis, en juillet 1814, le retour de l'île d'Elbe et la brièveté du règne de Napoléon et, fin 1815, au début de la Seconde Restauration, que les Bourbons vont être chassés du trône une troisième fois, si le gouvernement n'adopte pas une autre marche. À cette époque, le gouvernement français obtient son expulsion. Il se retire alors à Francfort où il sollicite vainement l'autorisation de rentrer en France et le paiement de sa pension. Il meurt en 1821, à l'âge de 69 ans.

## Œuvre
- Le Partisan, 1788-1810 et 1816

## Sources
- H. Lesueur, « Hesse-Rhinfels-Rothenbourg (Le prince Charles-Constantin de) », in Ferdinand Hoefer (dir.), Nouvelle biographie générale depuis les temps les plus reculés jusqu'à nos jours, Paris, Firmin Didot frères, 1853, tome 24, p. 581
- « Les généraux de division français de 1789 à 1815, lettre H »(Archive.org • Wikiwix • Archive.is • Google • Que faire ?) (consulté le 24 août 2014)
- « Dynastie de Hesse »(Archive.org • Wikiwix • Archive.is • Google • Que faire ?) (consulté le 24 août 2014)